# Pont ferroviaire du Torne
Le pont ferroviaire du Torne est un pont de chemin de fer à voie unique à double écartement traversant le Torne entre Haparanda, Suède et Tornio, Finlande.

## Situation ferroviaire
Les rails de 1 524 mm utilisés pour la Finlande, les rails de 1 435 mm utilisés pour la Suède. 

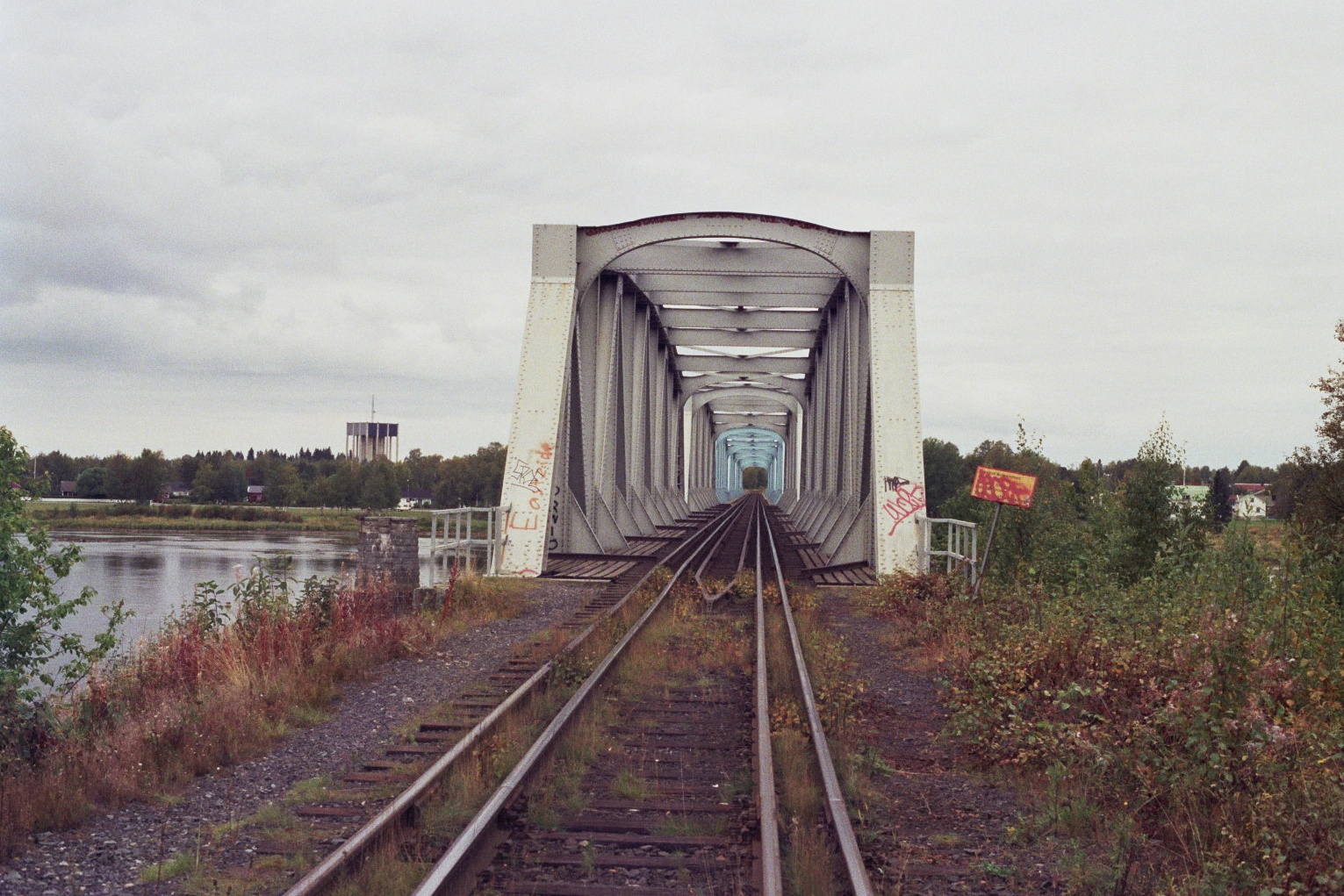
Les deux écartements de rails.

## Histoire

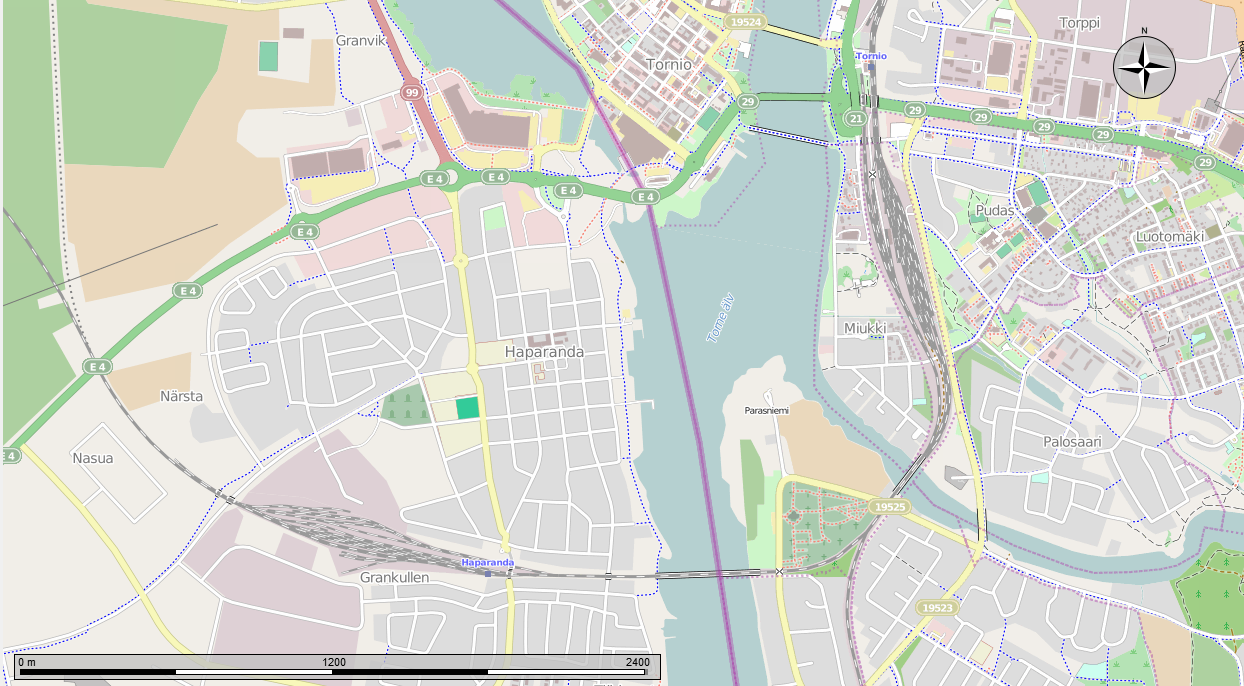
Carte montrant le pont et les gares de triage à double écartement. La Suède à la gauche, la Finlande à la droite.

Le pont a été ouvert en 1919 et a été la première liaison directe entre les villes jusqu'à l’ouverture du pont routier en 1939. Le pont a été construit conjointement par les gouvernements de la Suède et de la Finlande, et par le chemin de fer.

## Caractéristiques
Le pont est 245 m de long et a été construit comme un pont tournant (même s’il a été rarement utilisé en tant que tel) qui tourne dans le plan horizontal autour du pilier central. Le pont a été converti en  structure fixe le 22 octobre 1985.